# Cavalieria genibarbis
Cavalieria genibarbis là một loài ruồi trong họ Tachinidae.